# Daimler L9
Die Daimler L9 war ein einsitziger Jagd-Doppeldecker der Daimler-Motoren-Gesellschaft aus dem Jahr 1918.

## Geschichte
Die Daimler L9 entstand 1918 unter der Leitung von Karl Schopper und Hanns Klemm bei der Daimler-Motoren-Gesellschaft (DMG) in Sindelfingen als Weiterentwicklung des Jagdflugzeugs Daimler L6. Sie gehörte einer Gruppe von Flugzeugtypen, die 1918 bei der DMG als Versuchsträger für den neuen V8-Motor Daimler D.IIIb entwickelt wurden. In die L9-Entwicklung flossen Überlegungen von Hanns Klemm zur Reduzierung der Flügelspannweiten bei seinen Parasol-Entwicklungen Daimler L11 und Daimler L14 ein. Während Rumpf und Fahrwerk weitgehend unverändert von der Daimler L6 übernommen wurden, erhielt die Daimler L9 einen vollständig neu entwickelten, etwa 1 m verkürzten Tragflügel bei annähernd gleichbleibender Flügelfläche und ein neues Seitenleitwerk. Im direkten Vergleich zur Daimler L6 konnte die Nutzlast um 70 kg erhöht werden, womit der Jäger eine um 100 km größere Reichweite erzielte.
Der Erstflug der Daimler L9 fand bereits im Juli 1918 in Sindelfingen statt. Die Erprobung durch die Inspektion der Fliegertruppe (IdFlieg) in Adlershof als Daimler D.II wurde bis zum Ende des Weltkriegs nicht abgeschlossen. Ein Beschaffungsauftrag wurde nicht erteilt. Die Daimler L9 blieb ein Einzelstück. Vermutlich wurde die Maschine für interne DMG-Vergleichsflüge mit der Daimler L11 genutzt. Sie wurde 1919 entsprechend den alliierten Vorgaben zerstört.

## Technische Daten
| Kenngröße             | Daten                                  |
| --------------------- | -------------------------------------- |
| Besatzung             | 1                                      |
| Rumpflänge            | 7,20 m                                 |
| Rumpfhöhe             | 2,60 m                                 |
| Spannweite            | 9,00 m                                 |
| Flügelfläche          | 22,32 m²                               |
| Höchstgeschwindigkeit | 190 km/h                               |
| Reichweite            | 440 km                                 |
| Leermasse             | 740 kg                                 |
| Startmasse            | 990 kg                                 |
| Triebwerke            | ein Daimler D IIIb mit 185 PS (138 kW) |